# Паро (футбольний клуб)
Паро (англ. Paro Football Club) — бутанський футбольний клуб з однойменного міста, який виступає у Національній лізі Бутану, вищому дивізіоні національного чемпіонату.

## Історія
Заснований у 2018 році, клуб одразу ж взяв участь у розіграші вищого дивізіону чемпіонату країни, Прем'єр-ліги Бутану. З моменту заснування головним тренером команди працює колишній гравець національної збірної Бутану Пуспалал Шарма. Своє місце в Прем'єр-лізі «Паро» виборов у середині червня в матчі плей-оф проти земляків, «Паро Юнайтед». «Городяни» з рахунком 10:2 та 8:0 розгромили свої суперників і здобули путівку до вищого дивізіону чемпіонату країни. Чемпіонат складався з 10-ти турів, за підсумками якого команда посіла друге місце. Переможець турніру, «Транспорт Юнайтед», випередив «Паро» в турнірній таблиці на одне очко.
Наступного сезону кількість учасників Національної ліги Бутану збільшили до 10 команд. Незважаючи на це з 51-им набраним очком «Паро» вдається поліпшити свій минулорічний результат та виграти національний чемпіонат. Перевага команди була настільки велика, що минулорічні чемпіони «Транспорт Юнайтед» відстали від «Паро» в турнірній таблиці на 10 очок. У 18-ти матчах команда зазнала лише однієї поразки. «Паро» став першим представником Самце, який виграв національний чемпіонат. У тому ж році став півфіналістом першого в історії чемпіонату дзонгхага Самце.
Завдяки чемпіонському титулу «Паро» виборов путівку до Кубку АФК 2020. Першим суперником бутанців у турнірі став ланкійський «Дефендерс». Обидва матчі завершилися внічию (3:3 та 2:2), але завдяки більшій кількості забитих м'ячів на виїзді до наступного раунду вийшов саме «Паро». У другому попередньому раунді «Паро» зустрівся з індійським «Бенгалуру», обіграти який бутанському колективу не вдалося. У першому матчі «Паро» зазнав мінімальної поразки, 0:1, а в матчі-відповіді — розгромно поступився з рахунком 1:9 та вибув з турніру.

## Досягнення
- Національна ліга / Прем'єр-ліга Бутану
  -  Чемпіон (4): 2019, 2021, 2022, 2023
  -  Срібний призер (1): 2018

- Золотий кубок пам'яті Джигме Дорджи Вангчука
  -  Володар (1): 2019[5]

## Виступи на континентальних турнірах
У таблиці, поданій нижче, всі результати (домашні та віиїзні) «Паро» вказано на першому місці
| Сезон | Змагання  | Раунд                | Клуб        | Вдома | На виїзді | Aggregate  |
| ----- | --------- | -------------------- | ----------- | ----- | --------- | ---------- |
| 2020  | Кубок АФК | 1-й попредній раунд  | «Діфендерс» | 2–2   | 3–3       | 5–5 (в.г.) |
| 2020  | Кубок АФК | 2-й попередній раунд | «Бенгалуру» | 0–1   | 1–9       | 1–10       |